# マリーア・クリスティーナ・ディ・サヴォイア
マリーア・クリスティーナ・ディ・サヴォイア（Maria Cristina di Savoia, 1812年11月14日 - 1836年1月21日）は、両シチリア王フェルディナンド2世の最初の王妃。

## 生涯
サルデーニャ王ヴィットーリオ・エマヌエーレ1世と王妃マリーア・テレーザの六女（第7子）として、カリャリで生まれた。
母方の祖父母はオーストリア＝エステ大公のフェルディナントとマッサ＝カッラーラ女公マリーア・ベアトリーチェ・デステ。フェルディナンドは、神聖ローマ皇帝フランツ1世とマリア・テレジアの3人目の息子。マリーア・ベアトリーチェは、モデナ公エルコレ3世・デステとマッサ＝カッラーラ女公マリーア・テレーザの長女だった。
1832年11月21日、両シチリア王フェルディナンドと結婚した。マリーア・クリスティーナは20歳、フェルディナンドは22歳だった。
マリーア・クリスティーナは、美人ではあるが臆病で内気とも言われ、彼女にとって宮廷は心地よいところではなかった。フェルディナンドとの関係性は悪く、フェルディナンドは彼女の内気で神経質な性格に我慢ならなかった。
1836年1月16日に23歳で長男フランチェスコ（のちのフランチェスコ2世）を生むが、5日後に急死した。
マリーア・クリスティーナは2014年、教皇フランシスコにより列福された。